# Sekundærrute 591
De Sekundærrute 591 is een secundaire weg in Denemarken. De weg loopt van Rettrup via Roslev naar Sundsøre. De Sekundærrute 591 loopt door Midden-Jutland en is ongeveer 32 kilometer lang.